# Euoniticellus fulvus
Euoniticellus fulvus – gatunek chrząszcza z rodziny poświętnikowatych. Zamieszkuje dużą część Palearktyki, ponadto zawleczony został do Australii. Zarówno larwy jak i postacie dorosłe są koprofagami.

## Taksonomia
Gatunek ten opisany został po raz pierwszy w 1777 roku przez Johanna Augusta Ephraima Goezego pod nazwą Scarabaeus fulvus. Przed wydzieleniem rodzaju Euoniticellus umieszczany był w rodzaju Oniticellus.

## Morfologia
Chrząszcz o wydłużonym ciele długości od 7 do 12 mm. Głowa jest mała, ciemnobrunatna, metalicznie połyskująca, u samca ze słabym punktowaniem i dwiema poprzecznymi listewkami obok przedniej krawędzi nadustka, u samicy pozbawiona punktowania i listewek. Czułki zbudowane są z ośmiu członów. Przedplecze na środku jest ciemnobrunatne z zielonkawym połyskiem metalicznym, przy brzegach ma odcień bardziej żółtawy. Zarys przedplecza jest lekko sercowaty, a jego powierzchnię gęsto pokrywają grube punkty. Tarczka jest dobrze widoczna. Pokrywy są żółtobrunatne z zielonkawo zaznaczonym szwem i drobnymi, zielonkawymi plamkami podłużnymi. Mają po osiem wgłębionych, przeciętnie mocno punktowanych rzędów oraz słabo wysklepione międzyrzędy. Wzdłuż tylnych brzegów pokryw wyrasta szereg dłuższych szczecinek, na pozostałej ich powierzchni szczecinki są krótkie. Odnóża środkowej pary mają po dwie ostrogi na wierzchołkach goleni. Odnóża pary tylnej cechują się jednolicie jasną spodnią powierzchnią uda. Pygidium jest lekko wypukłe, silnie obrzeżone, obficie punktowane, bardzo krótko oszczecinione i pośrodku zaopatrzone w zielonkawy guzek.

## Ekologia i występowanie
Owad ten zamieszkuje pastwiska, łąki, murawy i pobrzeża rzek. Bytuje na stanowiskach o podłożu piaszczystym, wapiennym lub lessowym. Zarówno larwy jak i postacie dorosłe są koprofagami żerującymi na odchodach bydła, a czasem też na odchodach ludzkich. Podobnie jak u zatrawców rodzice wspólnie budują bezpośrednio pod odchodami gniazdo z komorami lęgowymi zaopatrzonymi w materiał, w którym rozwijać się będą larwy. W warunkach środkowoeuropejskich owady dorosłe spotyka się od kwietnia do czerwca, rzadko w lipcu i sierpniu.
Gatunek palearktyczny. W Europie znany jest z Portugalii, Hiszpanii, Francji, Belgii, Holandii, Niemiec, Szwajcarii, Austrii, Włoch, Malty, Polski, Czech, Słowacji, Węgier, Białorusi, Ukrainy, Mołdawii, Rumunii, Bułgarii, Słowenii, Chorwacji, Bośni i Hercegowiny, Czarnogóry, Serbii, Albanii, Macedonii Północnej, Grecji oraz europejskich części Rosji i Turcji. W Afryce Północnej zamieszkuje Maroko, Algierię, Tunezję, Libię i Egipt. W Azji podawany jest z azjatyckiej części Turcji, Cypru, Gruzji, Armenii, Syrii, Libanu, Kazachstanu, Turkmenistanu, Uzbekistanu, Tadżykistanu, Iraku, Iranu, Afganistanu, Mongolii oraz Chin. Ponadto między 1978 a 1982 rokiem owad ten zawleczony został do Australii; występuje już Australii Zachodniej, Australii Południowej, Wiktorii, Nowej Południowej Walii i na Tasmanii.
W Polsce jest owadem spotykanym rzadko i sporadycznie, choć w dogodnych lokalizacjach może być liczny. Na „Czerwonej liście zwierząt ginących i zagrożonych w Polsce” oraz na „Czerwonej liście chrząszczy województwa śląskiego” umieszczony został ze statusem gatunku narażanego na wyginięcie (VU). Z kolei na „Czerwonej liście gatunków zagrożonych Republiki Czeskiej” umieszczony jest jako gatunek krytycznie zagrożony (CR). Współcześnie znany jest tylko z Moraw, natomiast w zachodniej części Czech jest już wymarły.